# Karl Blocherer
Karl Blocherer (* 6. April 1889 in München; † 8. November 1964) war ein deutscher Maler, Grafiker und als Kunstpädagoge mit seiner Frau Gründer der Blocherer Schule.

## Leben und Wirken
Selbstbildnis (1923)
Lenbachhaus
München

Link zum Bild

Karl Blocherer, Sohn eines Tapezierermeisters, studierte von 1907 bis 1913 an der Königlichen Kunstgewerbeschule München und kam danach als Schüler von Richard Berndl, Julius Diez und Franz von Stuck an die Münchener Kunstakademie, wo er 1913 bei von Stuck und Karl Caspar studierte, wobei er sich durch Caspars expressionistische Malweise stärker beeinflussen ließ. Während seines Studiums unternahm er eine längere Reise nach Italien. Nach dem Ende des Ersten Weltkriegs gründete er in München mit seiner Frau Wilhelmine „Minni“ Bosshard eine Schule für angewandte Kunst; gleichzeitig war er Vizepräsident der Münchner Künstlergenossenschaft. 1931 hatte er eine Gastprofessur am Wells College in Aurora, New York.
In den 1930er-Jahren hatte Blocherer eine eher neusachliche Phase und kehrte nach Kriegsende zur expressionistischen Malweise zurück („Liebespaar“ (1946), Städtische Galerie München). In seinem vielseitigen Œuvre finden sich Porträts neben Stillleben und Landschaftsbildern in einem gemäßigt expressionistischen Stil, außerdem religiöse Wandmalerei und Entwurfszeichnungen für Glasmalereien und Mosaiken. Der großflächige Stil seiner späteren Ölbilder, vor allem der Akte, orientierte sich gelegentlich am Fauvismus, z. T. auch direkt an Henri Matisse. Weiterhin führte Blocherer Fresko-Aufträge aus, so für die Krieger-Gedächtniskapelle in Ruhpolding und die Kapelle des Kinderheims in Westerham. Für Ruhpolding lieferte er auch Entwürfe für Glasfenster, ebenso für die Pfarrkirchen in Gersthofen bei Augsburg und Erbendorf/Oberfranken.
Nach seinem Tod übernahm 1966 seine Tochter Annemarie Frfr. Loeffelholz von Colberg, geb. Blocherer (1921–2008) die Leitung der Blocherer Schule. Die Schule besteht bis heute und ist Ausbildungsstätte für Kommunikationsdesign und Innenarchitektur in München.
Sein Grab befindet sich auf dem Friedhof am Perlacher Forst in München.

## Ausstellungen
Einzelausstellungen
- 1948 Nürnberg, Galerie Maier-Lengling
- 1959 München, Haus der Kunst: Sonder-Ausstellung zum 70. Geburtstag innerhalb der Großen Kunst-Ausstellung
- 1965 München, Pavillon im Alten Botanischen Garten: Gedächtnis-Ausstellung der Neuen Münchener Künstlergenossenschaft
- 1994 München, Bayerische Versicherungskammer: Gedächtnis-Ausstellung

Gruppenausstellungen
- 1938 München Deutsches Museum
- 1941, 42 München, Kunst-Verein
- 1951 München, Deutsche Gesellschaft für Christliche Kunst
- 1954 München, Städtische Galerie im Lenbachhaus: K. Blocherer, Franz Jaeger, Hermann Keimel, Kurt Ernst Kyriss
- 1958 München, Haus der Kunst: Aufbruch zur modernen Kunst
- 1989 München, Museum Villa Stuck: Franz von Stuck und seine Schüler.

## Werke (Auswahl)
- Selbstbildnis (1923)
- Porträt eines Mannes (1928)
- Liebespaar (1936), Lenbachhaus
- Hamburger Hafen (1937)
- Am Gardasee - Simione (1939)
- Schiffsmandl (1942)
- Selbstbildnis (1948), Staatsgalerie Moderne Kunst München
- An der Parkmauer (1953)